# Lübecker Senat 1871 und 1872

Flagge Lübecks 1890–1935

Der Senat der Freien und Hansestadt Lübeck als Kabinett in den Jahren 1871 und 1872. 

## Bürgermeister

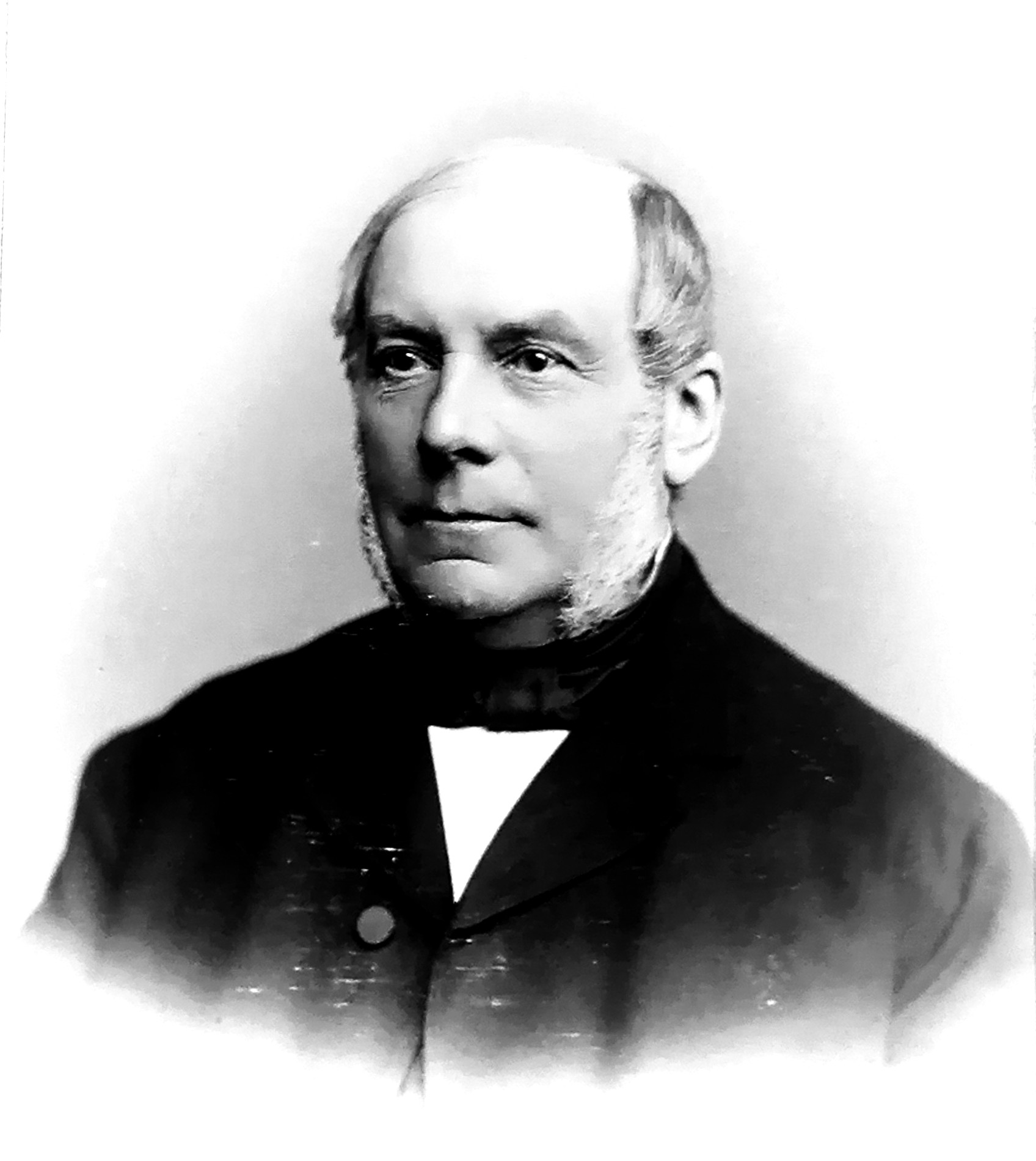
Heinrich Theodor Behn

- Heinrich Theodor Behn, Senator seit 1858

## Senatoren
- Georg Christian Tegtmeyer, seit 1839
- Johann Daniel Eschenburg, seit 1846
- Theodor Curtius, seit 1846
- Heinrich Wilhelm Haltermann, seit 1848. Gestorben 20. Mai 1871.
- August Ferdinand Siemßen, seit 1858. Ruhestand im August 1871.
- Gabriel Christian Carl Hermann Schroeder, seit 1865
- Georg Friedrich Harms, seit 1866
- Heinrich Gustav Plitt, seit 1866
- Philipp Wilhelm Plessing, seit 1867
- Arthur Gustav Kulenkamp, seit 1869
- Wilhelm Brehmer, seit 1870
- Christian Theodor Overbeck, seit 1870
- Ludwig Wilhelm Minlos, seit 1871
- Carl Heinrich Sievers, seit 1871

## Syndicus
- Peter Ludwig Elder, seit 1844